# 조스이역
조스이역(일본어: 浄水駅, じょうすいえき)은 일본 아이치현 도요타시에 소재하는 나고야 철도 도요타선의 역이다. 역 번호는 TT02이다.

## 역 구조
상대식 승강장 2면 2선(20m차량 6량 대응)의 반지하역이다. 역의 전후로는 수로 구조이다. 처음에는 본 역 부근도 성토식으로 정하려 했지만 농지가 성토와 분단되어 고장이 반발하고 지하식으로 하는 것을 요망한 것으로부터 검토 끝에 절충안으로 수로식으로 건설되었다.
주쿄 대학 도요타 캠퍼스, 도요타오타니 고등학교 등 주변에 학교가 많아 종일 역무원이 배치되어 있는데 종일 유인화 이전의 모습 그대로 역 집중 관리 시스템도 도입되었다. 배리어 프리화에 따른 역 개량 공사로 2007년도에 엘리베이터가 설치되었고, 2009년에는 승강장도 대폭 개편되어 그 이후 역사의 개축 공사, 승강장의 일부(도요타 시 역 방향), 역전 광장에서의 개수 공사가 이루어졌다. 또, 나고야나 도요타에 통근하기 위한 베드 타운으로서 역 주변의 택지 개발이 활발하게 이루어지고 있어 본 역의 이용자는 앞으로도 늘어날 것으로 예상된다.

### 승강장
| 번호 | 노선        | 방향 | 행선                                        |
| ---- | ----------- | ---- | ------------------------------------------- |
| 1    | ■ 도요타 선 | 상행 | 도요타 시 방면                              |
| 2    | ■ 도요타 선 | 하행 | 아카이케・후시미・가미오타이・이누야마 방면 |

## 역 주변
- 아이치 현립 도요타 고등학교
- 도요타 시립 조스이 초등학교
- 도요타 시립 조스이키타 초등학교
- 도요타 시립 도요타 양호학교
- 아이치 현 도요타 정수장
- 아이치 소년원
- 사나게 어드벤처 필드
- 바로 조스이점
- 헬 루나 조스이점
- 드래그 스기야마 도요타 조스이점
- 패션 센터 시마무라조스이점
- 아이치 은행 도요타 조스이 지점
- 나고야 은행 조스이 지점
- 도요타 신용 금고 조스이 지점
- 주쿄 대학 도요타 학사
- 도요타오타니 고등학교
- 도요타 후생 병원
- 가모 간호 전문학교
- 국도 제155호선

## 역사
- 1979년 7월 29일: 개업.
- 2003년 10월 1일: 트랜 패스 사용 개시에 따라 역 집중 관리 시스템 도입.
- 2009년: 이용자의 증가에 따라 종일 역무원 배치역으로 승격됨.
- 2011년 2월 11일: IC카드 승차권 "manaca" 공용 개시.
- 2012년 2월 29일: 트랜 패스 공용 종료.

## 인접역
| 나고야 철도 ■ 도요타선          | 나고야 철도 ■ 도요타선 | 나고야 철도 ■ 도요타선         |
| ------------------------------- | ---------------------- | ------------------------------ |
| TT03 미요시가오카 아카이케 방면 |                        | 가미토요타 TT01 도요타 시 방면 |